# Ahmed Sher Khan
Ahmed Sher Khan (ur. 1 listopada 1912, zm. 13 marca 1967) – indyjski hokeista na trawie. Złoty medalista olimpijski z Berlina.
Zawody w 1936 były jego jedynymi igrzyskami olimpijskimi. W turnieju wystąpił tylko w jednym spotkaniu.